# Gustav Bergmann
Pour les articles homonymes, voir Bergmann.
Gustav Bergmann, né à Vienne le 4 mai 1906 et mort à Iowa City le 21 avril 1987 , est un philosophe austro-américain.

## Biographie
Gustav Bergmann est naturalisé Américain en 1944 après qu'il eut quitté l'Autriche et émigré aux États-Unis en 1938 à cause de la politique nazie qui frappait les universitaires juifs. Il a ensuite refusé d'écrire le moindre article en allemand. Mathématicien de formation à Vienne, il a été l'assistant d'Albert Einstein, et ses intérêts pour la philosophie ont amené Friedrich Waismann à l'inviter à fréquenter le Cercle de Vienne dont il fut le plus jeune membre. Il a pu y rencontrer Moritz Schlick, Rudolf Carnap et Otto Neurath. Il a été l'assistant de Kurt Lewin, en psychologie, à l'université d'Iowa, puis a pu obtenir un poste en philosophie dans la même université : il y a élaboré une œuvre philosophique importante de plus en plus orientée vers des problèmes ontologiques.
Tout en conservant l'exigence de rigueur de la philosophie analytique, il a pris certaines distances avec le credo radical du positivisme logique pour renouer avec une forme plus contemporaine de métaphysique. Le premier recueil de ses articles était ainsi intitulé The metaphysics of logical positivism. Outre de nombreux articles, son œuvre majeure, Realism, A Critique of Brentano and Meinong, révèle l'importance qu'il accordait aux œuvres des grands représentants de la philosophie autrichienne, Franz Brentano et Alexius Meinong, à côté des représentants plus classiques de la philosophie analytique, comme Russell, Frege et Quine. Son œuvre posthume, News Foundations of Ontology, est un approfondissement et une révision de certaines de ses thèses introduites dans Realism.

## Œuvres
- The Metaphysics of Logical Positivism, New York: Longmans, Green & Co. 1954. Second edition: Madison: University of Wisconsin Press, 1967.
- Philosophy of Science, Madison: University of Wisconsin Press, 1957.
- Meaning and Existence, Madison: University of Wisconsin Press, 1959.
- Logic and Reality, Madison: University of Wisconsin Press, 1964.
- Realism: A Critique of Brentano and Meinong, Madison: University of Wisconsin Press, 1967.
- New Foundations of Ontology, Madison: University of Wisconsin Press 1992. Edited by William Heald.

## Études sur l'œuvre de Bergmann
- Ontology and Analysis: Essays and Recollections about Gustav Bergmann, édité par Laird Addis, Greg Jesson et Erwin Tegtmeier, Frankfurt: Ontos Verlag, 2007.
- Fostering the Ontological Turn: Gustav Bergmann (1906-1987), édité par Rosaria Egidi et Guido Bonino, Frankfurt: Ontos Verlag, 2008.
- Gustav Bergmann: Phenomenological Realism and Dialectical Ontology, édité par Bruno Langlet et Jean-Maurice Monnoyer, Frankfurt: Ontos Verlag, 2009. (Une partie des articles est en français.)
- The Ontological Turn: Studies in the Philosophy of Gustav Bergmann, édité par Moltke Gram et Elmer Klemke, Iowa City: University of Iowa Press, 1974.
- The Positivist and the Ontologist: Bergmann, Carnap, and Logical Realism, par Herbert Hochberg, Amsterdam: Rodopi, 2001.
- Il Realismo Ontologico di Gustav Bergmann, G.Torrengo & G. Bonino (eds), Rivista di Estetica", 25, XLV, 2004.